# 聯合王國施密特-加州理工小行星巡天
聯合王國施密特-加州理工小行星巡天 (UCAS) 是在1982年聯合執行的巡天調查。這項調查的結果不是單獨的存在，而是整合到小行星的資料庫。
UCAS目錄資料的格式是純文字的，在使用unzip或gunzip解壓縮之後，可以用任何文書檔閱讀程式觀看，或在線上查閱 ADC viewer。目錄格式由提供下載的網站提供。

## 下載資料的位置
- Download page for asteroids database, including UCAS database, 2001[永久]
- Download page for asteroids database, including UCAS database, 1998[永久]
- Caltech asteroids database, including UCAS database, 1996